# أكان (أسطورة)
أكَّان (بالإنجليزية: Akkan)‏ في أساطير الإسكيمو الأكَّان هو رباعي الربات الساميات Saam اللواتي يشرفن على الحمل والولادة والمصير. وهن مادیراكا Madderakka وساراکا Sarakka وجوکساکا Juksakka وأغساکا Ugsakka. والسام saam هم من الشعوب القديمة التي هاجرت إلى شمال أوروبا (سيبيريا والنرويج وفنلندا) وما زالوا حتى اليوم يحتفظون بلغتهم القديمة. يقدر عددهم بين 80 – 100 ألف نسمة يتوزعون في تلك الدول الشمالية.